# Самарский военно-медицинский институт
Самарский военно-медицинский институт — высшее военное учебное заведение профессионального образования для подготовки офицерских врачебных кадров медицинской службы ВС СССР и ВС РФ. Был открыт в 1939 году путём реорганизации Куйбышевского медицинского института в Куйбышевскую военно-медицинскую академию РККА. В 2010 году расформирован Приказом Министра обороны А.Э. Сердюкова.

## Куйбышевская военно-медицинская академия РККА

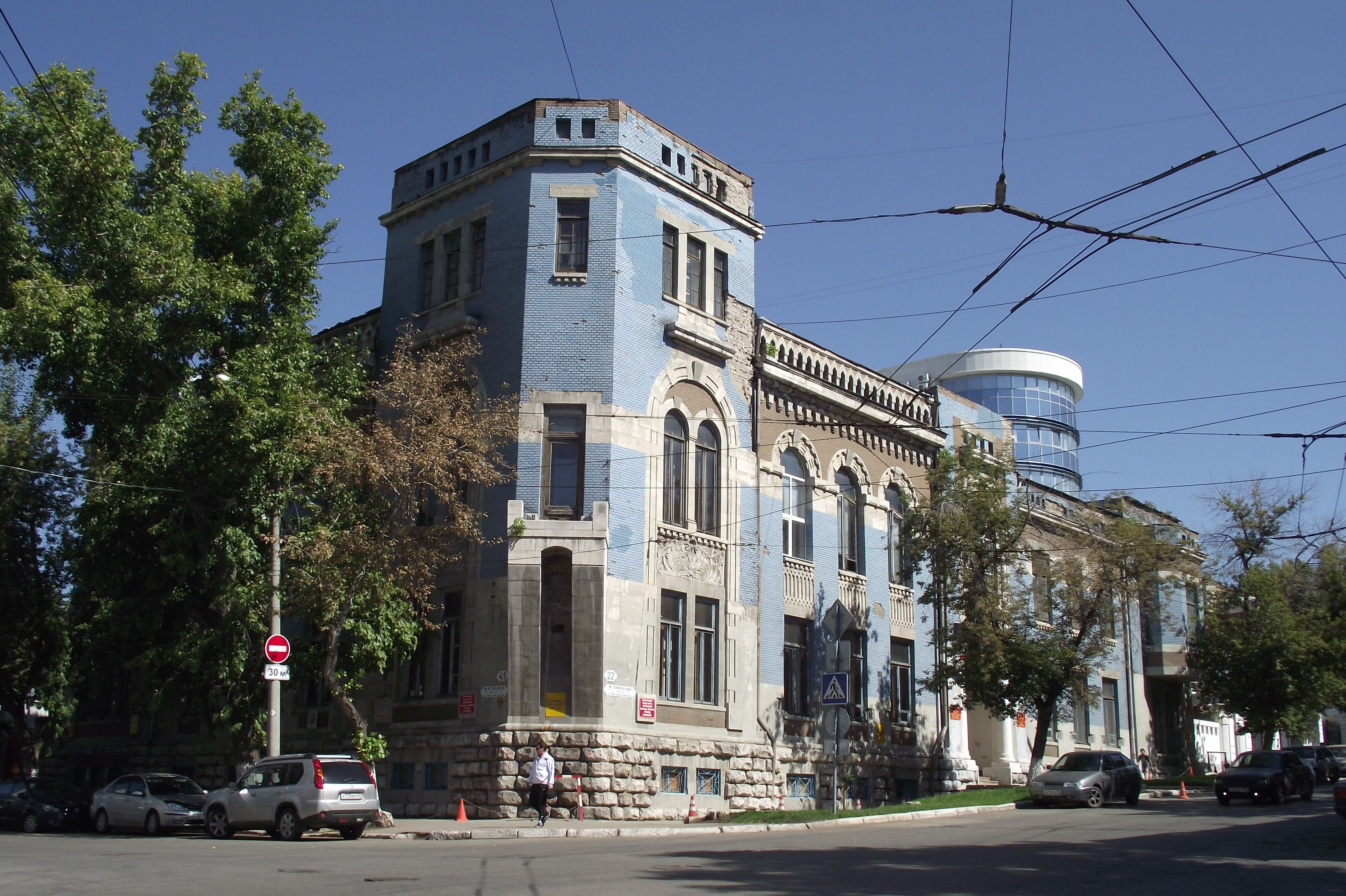
Управление СамВМИ (располагалось в особняке Сурошникова М. А.)

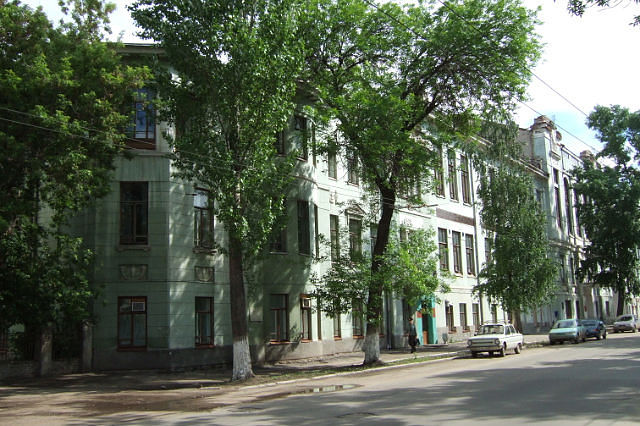
СамВМИ (учебный корпус)

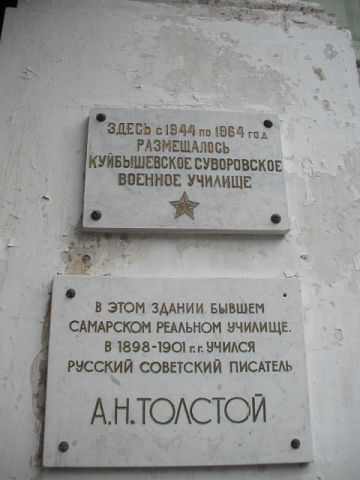
СамВМИ (раньше в учебном корпусе института размещались Самарское реальное и Куйбышевское суворовское училища)

Самарский военно-медицинский институт был организован в 1939 году, в соответствии с постановлением СНК СССР от 1 февраля 1939 года и приказом НКО СССР № 035 от 3 апреля 1939 года об организации в стране Куйбышевской военно-медицинской академии РККА на базе Куйбышевского медицинского института в составе 5 курсов с общим числом слушателей 1500 чел. Начальниками кафедр и преподавателями были назначены видные учёные, организаторы Военно-санитарной службы РККА и другие армейские специалисты М. А. Ахутин, В. Н. Архангельский, А. Я. Барабанов, А. С. Георгиевский, Т. Е. Болдырев, А. И. Старунин и другие. Становлению академии способствовали такие известные учёные и крупные организаторы военного здравоохранения, как И. А. Клюсс, А. Н. Беркутов, С. И. Банайтис, Н. И. Завалишин и многие другие. Занятия в академии начались 1 сентября 1939 года. В конце 1939 года — начале 1940 года 300 слушателей 5-го курса и ряд преподавателей академии были направлены в действующую армию на Советско-финский фронт. За проявленные мужество и героизм в боях 9 преподавателей и слушателей были награждены орденами и медалями.
С 1 сентября 1940 года Куйбышевская военно-медицинская академия приказом Народного комиссара обороны СССР от 24 августа 1940 года № 0195 переподчинена начальнику Санитарного управления Красной Армии.
23 июня 1941 года 200 слушателей 5-го курса были направлены врачами на Западный и Юго-Западный фронты, а оставшиеся — на укомплектование ВДВ и в распоряжение Военного Совета Особого Дальневосточного военного округа. В августе — октябре 1941 года, а также в марте и сентябре 1942 года состоялись очередные выпуски военных врачей.
В октябре 1942 года Куйбышевская военно-медицинская академия была расформирована (приказ НКО № 0660 от 28 сентября 1942 года) и реорганизована в гражданский медицинский вуз. Кафедры военно-медицинского профиля были передислоцированы вместе с Военно-медицинской академией Красной Армии имени С. М. Кирова в Самарканд. Личный состав академии, в том числе и её начальник, генерал-майор медицинской службы В. И. Вилесов, убыли для развёртывания учебной базы на новом месте на базе Самаркандского медицинского института. Директором Куйбышевского медицинского института был назначен полковник медицинской службы доцент В. И. Савельев. За годы своего существования Куйбышевская военно-медицинская академия РККА произвела 6 выпусков военных врачей (1793 выпускника). Бывшие начальники кафедр академии — генерал-лейтенант медицинской службы М. Н. Ахутин (главный хирург ряда фронтов), И. А. Клюсс (начальник военно-санитарной службы 3-го Украинского фронта), бывший преподаватель академии генерал-лейтенант медицинской службы А. Я. Барабанов (начальник военно-санитарной службы 1-го Белорусского фронта) — были награждены полководческими орденами. Более 70% выпускников академии в годы войны были награждены орденами СССР. Многие выпускники академии, выполняя свой священный долг по защите Родины, отдали за неё свою жизнь. Их фамилии были занесены на памятную доску в институте.

## Куйбышевский военно-медицинский факультет МО СССР
В 1951 году образован Куйбышевский военно-медицинский факультет, который вёл подготовку военных врачей до 1958 года. За это время было произведено 7 выпусков военных врачей общей численностью более 1500 человек. Из них 22 окончили факультет с золотой медалью. Среди выпускников факультета этого формирования многие стали видными руководителями военно-медицинской службы и учёными: генерал майоры медицинской службы Н. Н. Каменсков, П. П. Коротких, А. А. Курыгин, О. И. Никонов, Ю. Г. Шапошников. В 1958 году факультет был расформирован, как и все остальные военно-медицинские факультеты в стране.

## Военно-медицинский факультет МО СССР при КМИ (ВМедФ МО РФ при СамГМУ)

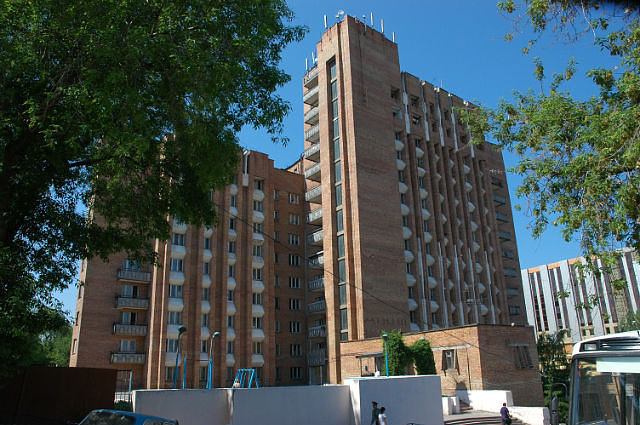
Общежитие слушателей института

В соответствии с постановлением Совета Министров СССР от 30 декабря 1964 года был создан Военно-медицинский факультет при Куйбышевском медицинском институте имени Д. И. Ульянова со штатом слушателей 400 человек. Начальником факультета был назначен полковник медицинской службы Г. Д. Невмержицкий, который руководил факультетом до 1980 года. С 1976 года численность слушателей была определена в 1040 человек. В 1983 году введены адъюнктура, ординатура, офицерские курсы (курсы усовершенствования врачей). С 1985 года осуществлялась подготовка врачей-стоматологов. С 1990 по 1998 год на факультет в качестве слушателей принимались и женщины. С 1994 года введён трёхгодичный срок обучения для слушателей, предусматривающий прохождение интернатуры для подготовки врачей-специалистов.

## Самарский военно-медицинский институт Министерства обороны Российской Федерации

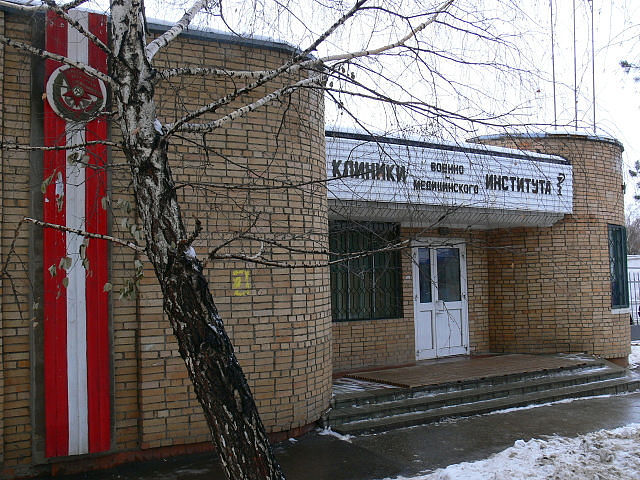
Клиники института на базе бывшего окружного военного госпиталя ПриВО, после расформирования института — базовый госпиталь, филиал окружного военного клинического госпиталя ЦВО

В соответствии с постановлением Правительства РФ от 29 августа 1998 года № 1009, приказом Министра обороны РФ от 16 сентября 1998 года № 417, Директивой Генерального штаба Вооружённых Сил РФ в 1999 году на базе Военно-медицинского факультета при Самарском государственном медицинском университете был создан Самарский военно-медицинский институт Министерства обороны РФ.

## Вклад в развитие медицины и известные выпускники
За время существования Военно-медицинского факультета при Куйбышевском медицинском институте имени Д. И. Ульянова, Военно-медицинского факультета при Самарском государственном медицинском университете и Самарского военно-медицинского института в период с 1965 по 2006 год был произведён 41 выпуск военных врачей общей численностью более 13000 человек. Из них 94 окончили вуз с золотой медалью. Среди выпускников многие стали видными организаторами военно-медицинской службы, учёными (по состоянию на 1 января 2007 года 19 выпускников института стали генералами медицинской службы), в том числе начальники ГВМУ Минобороны России генерал-лейтенант медицинской службы В. В. Шаппо (2007—2009), член-корреспондент РАМН профессор генерал-полковник медицинской службы И. М. Чиж (1993—2004), начальник медицинской службы РВСН генерал-майор медицинской службы В. А. Линок (в октябре 2010 года назначен директором Научного центра восстановительной медицины и курортологии Минздрава России), профессор генерал-лейтенант медицинской службы П. О. Вязицкий, профессор генерал-майор медицинской службы В. Б. Корбут, генерал-майоры медицинской службы Н. Н. Каменсков, П. П. Коротких, А. А. Курыгин, О. И. Никонов, Ю. Г. Шапошников, Герой Российской Федерации генерал-майор медицинской службы А. А. Махлай, генерал-майор медицинской службы доктор медицинских наук начальник института до 2010 года С. Ф. Усик и др. Сотрудники института оказывали медицинскую помощь в ходе боевых действий в Афганистане, четыре офицера участвовали в ликвидации последствий Чернобыльской аварии, более 50 офицеров проходили службу в составе миротворческих сил в «горячих точках» и принимали участие в лечении раненых и больных в Северокавказском регионе. Двум выпускникам института, погибшим в ходе антитеррористической операции на Северном Кавказе, посмертно присвоено звание Героя Российской Федерации: подполковник медицинской службы П. М. Захарчук — начальник медицинской службы Восточного округа ВВ МВД России; капитан медицинской службы С. И. Косачёв — начальник медицинского пункта — начальник медицинской службы отряда специального назначения. Кроме того, за вклад в разработку и внедрение в практику здравоохранения вакцин против вирусных инфекций генерал-майору медицинской службы в отставке А. А. Махлаю присвоено звание Героя Российской Федерации.
В Самарском военно-медицинском институте обучение врачей проводилось по специальностям: лечебное дело, медико-профилактическое дело, стоматология. Существовали факультеты додипломной подготовки (приём слушателей производился после 4-го курса гражданских медицинских вузов и 3-го курса по специальности «стоматология») и последипломного дополнительного образования (интернатура, ординатура, курсы специализации врачей, усовершенствования врачей, переподготовки врачей, адъюнктура). Издавалась газета «Военный медик». Слушатели института (до образования института — слушатели факультета) участвовали на военных парадах в г. Самаре (Куйбышеве).

## Реформа и расформирование
В 2008 году на основании распоряжения Правительства РФ институт реорганизован в  филиал ВМедА имени C. М. Кирова
С 2010 года в период правления министра обороны А.Э.Сердюкова в ходе реформы Вооружённых Сил РФ Самарский военно-медицинский институт расформирован, также как Томский военно-медицинский институт и Саратовский военно-медицинский институт.
После расформирования, здание занимает Управление финансового обеспечения Министерства обороны РФ по Самарской области.

## Специальности
- медико-профилактическое дело (эпидемиология, гигиена, микробиология)
- лечебное дело (терапия, хирургия, врач общей практики)
- стоматология (стоматолог)